# Canton de Boulogne-sur-Mer-Nord-Ouest
Le canton de Boulogne-sur-Mer-Nord-Ouest est une division administrative française située dans le département du Pas-de-Calais et la région Nord-Pas-de-Calais.

## Géographie
Ce canton est organisé autour de Boulogne-sur-Mer dans l'arrondissement de Boulogne-sur-Mer. Son altitude varie de 0 m (Boulogne-sur-Mer) à 110 m (Boulogne-sur-Mer) pour une altitude moyenne de 12 m.

## Histoire

le canton de Boulogne-sur-Mer-Nord-Ouest dans l'arrondissement de Boulogne-sur-Mer

Le Canton de Boulogne-sur-Mer-Nord-Ouest a été créé en 1984 (décret du 24 décembre 1984) par division de l'ancien canton de Boulogne Nord

## Administration

### Conseillers généraux du canton de Boulogne (de 1833 à 1869)
| Période | Période | Identité                   | Étiquette           | Qualité |
| ------- | ------- | -------------------------- | ------------------- | --- |
| 1833    | 1848    | Alexandre Adam (1790-1886) |                     | Maire de Boulogne-sur-Mer (1830-1848 et 1855-1861) Membre du Conseil Général du Commerce Président du Conseil Général (1842-1848, 1852-1857) |
| 1848    | 1869    | Achille Adam-Fontaine      | Majorité dynastique | Banquier, député (1871-1887), conseiller d'arrondissement                                                                                    |

### Conseillers d'arrondissement du canton de Boulogne (de 1833 à 1869)
Le canton de Boulogne avait deux conseillers d'arrondissement.
| Période                                  | Période | Identité               | Étiquette | Qualité |
| ---------------------------------------- | ------- | ---------------------- | --------- | --- |
| 1833                                     | 1848    | Constant Chauveau-Sire |           | Banquier à Boulogne                                                                                         |
| 1833                                     | 1836    | M. Merlin-Lefresnoy    |           | Avocat à Boulogne                                                                                           |
| 1836                                     | 1848    | Achille Adam           |           | Banquier à Boulogne                                                                                         |
| 1848                                     |         | M. Raparlier           |           | Propriétaire à Boulogne                                                                                     |
|                                          |         |                        |           | |
| 1940                                     |         |                        |           | Les conseils d'arrondissement ont été suspendus par la loi du 12 octobre 1940 et n'ont jamais été réactivés |
| Les données manquantes sont à compléter. |         |                        |           | |

### Conseillers généraux du canton de Boulogne-Nord (de 1871 à 1985)
Le canton de Boulogne-Nord a été créé par la loi du 15 avril 1869.
| Période | Période          | Identité                           | Étiquette           | Qualité |
| ------- | ---------------- | ---------------------------------- | ------------------- | --- |
| 1869    | 1869 (démission) | Achille Adam-Fontaine              | Majorité dynastique | Banquier, député (1871-1887) Elu dans le Canton de Boulogne-sur-Mer-Sud |
| 1869    | 1874             | Jean-Baptiste Henry (1823-1888)    |                     | Avocat, bâtonnier, maire de Boulogne-sur-Mer (1870-1871) |
| 1874    | 1886             | Constant Louis Lagache (1835-1899) | Républicain         | Avocat Conseiller municipal de Boulogne-sur-Mer |
| 1886    | 1898             | Jules Baudelocque                  | Républicain         | Avocat au barreau de Boulogne-sur-Mer Maire de Boulogne-sur-Mer (1884-1892) |
| 1898    | 1916 (décès)     | Pierre Farjon (1841-1916)          | RG                  | Directeur de l'usine de plumes et crayons Baignol et Farjon Président de la Chambre de commerce de Boulogne-sur-Mer Conseiller municipal de Boulogne-sur-Mer (1877-1908) Député (1906-1910) |
| 1916    | 1919             | siège vacant                       |                     | |
| 1919    | 1940             | Roger Farjon (fils du précédent)   | RG                  | Industriel Maire de Boulogne-sur-Mer (1919-1929) Sénateur (1920-1944) |
|         |                  |                                    |                     | |
| 1943    | 1945             | Ferdinand Sarraz-Bournet           | ?                   | Ancien inspecteur de l'Assistance publique de la Savoie Conseiller municipal de Wimereux Nommé conseiller départemental en 1943                                                             |
|         |                  |                                    |                     | |
| 1945    | 1949             | Louis Thérouanne (1889-1966)       | MRP                 | Secrétaire général du Parquet, Boulogne-sur-Mer |
| 1949    | 1961             | Albert Gournay                     | RPF puis CNI        | Armateur mareyeur, directeur de société Conseiller municipal de Boulogne-sur-Mer (1947-1959) puis de Wimereux (1965-1971)                                                                   |
| 1961    | 1979             | Henri Henneguelle                  | SFIO puis PS        | Instituteur retraité Sénateur (1967-1974) Maire de Boulogne-sur-Mer (1945-1947 et 1953-1977)                                                                                                |
| 1979    | 1985             | Dominique Dupilet                  | PS                  | Directeur de maison de jeunes Député (1977-2002) Président du Conseil Général (2004-2014)                                                                                                   |

### Conseillers d'arrondissement du canton de Boulogne-Nord (de 1871 à 1940)
Le canton de Boulogne-Nord avait deux conseillers d'arrondissement jusqu'en 1889.
| Période                                  | Période           | Identité                          | Étiquette           | Qualité |
| ---------------------------------------- | ----------------- | --------------------------------- | ------------------- | --- |
| av.1884                                  |                   | Pierre-François Ovion (1814-1898) |                     | Docteur en médecine à Boulogne-sur-Mer                                                                      |
| av.1884                                  |                   | Jules Petit                       |                     | Adjoint au maire de Boulogne-sur-Mer                                                                        |
|                                          |                   |                                   |                     | |
| 1889                                     | 1901              | Charles Le François               | Boulangiste         | Propriétaire à Boulogne-sur-Mer                                                                             |
| 1901                                     | 1901 (annulation) | Charles Quettier (1848-1953)      | Républicain radical | Rédacteur en chef de La France du Nord, conseiller municipal de Boulogne-sur-Mer                            |
| 1901                                     | 1903 (décès)      | Gilles Lecaille                   | Nationaliste        | Armateur à Boulogne-sur-Mer                                                                                 |
| 10 mai 1903                              | 1907              | Georges Vidor (1861-1928)         | Républicain libéral | Armateur, conseiller municipal de Boulogne-sur-Mer, administrateur de la Banque de France                   |
| 1907                                     | 1913              | Eugène Canu                       | Rad.                | Armateur à Boulogne-sur-Mer Elu conseiller général du Canton de Boulogne-sur-Mer-Sud                        |
| 1913                                     | 1940              | Adolphe Tellier (1872-1942)       | Républicain libéral | Médecin à Boulogne-sur-Mer                                                                                  |
| 1940                                     |                   |                                   |                     | Les conseils d'arrondissement ont été suspendus par la loi du 12 octobre 1940 et n'ont jamais été réactivés |
| Les données manquantes sont à compléter. |                   |                                   |                     | |

### Conseillers généraux du canton de Boulogne Nord-Ouest (de 1985 à 2015)
| Période | Période | Identité          | Étiquette | Qualité                                                                                   |
| ------- | ------- | ----------------- | --------- | ----------------------------------------------------------------------------------------- |
| 1985    | 2015    | Dominique Dupilet | PS        | Directeur de maison de jeunes Député (1977-2002) Président du Conseil Général (2004-2014) |

## Composition
| Communes         | Population (2012) | Code postal | Code Insee |
| ---------------- | ----------------- | ----------- | ---------- |
| Boulogne-sur-Mer | 44 859 (1)        | 62200       | 62160      |
| Wimereux         | 7 493             | 62930       | 62893      |

(1) fraction de commune.

## Démographie
| 1962 | 1968 | 1975 | 1982 | 1990 | 1999 | 2009 |
| ---- | ---- | ---- | ---- | ---- | ---- | ---- |
| -    | -    | -    | -    | -    | -    | -    |